# Marco Neubert
Marco Neubert (* 20. Januar 1987 in Schlema) ist ein ehemaliger deutscher Endurosportler und deutscher sowie Enduro-Europameister.

## Sportlicher Werdegang
Marco Neubert begann den wettbewerbsmäßigen Motorsport 2005. 2007 startete er in der German Cross Country Meisterschaft (GCC) und erreichte in der Gesamtwertung der Klasse Sportfahrer den vierten Rang. Zudem startete er im Deutschen Enduro-Pokal und konnte dort einen Tagessieg erringen. Im Folgejahr war wieder im Pokalwettbewerb am Start und sicherte sich in der Klasse bis 450 cm³ Viertakt den Titel, gleiches gelang ihm mit der Mannschaft. 2009 startete er erstmals in der Deutschen Enduro-Meisterschaft, in der Gesamtwertung der Klasse E2 (bis 250 cm³ Zweitakt/450 cm³ Viertakt) belegte er den fünften Platz. Bis einschließlich 2017 ging er in der Deutschen Enduro-Meisterschaft und dabei bis auf das Jahr 2014 in der Klasse E2 an den Start. Er erreichte in der Gesamtwertung seiner Klasse mehrfach Podestplatzierungen, was ihm 2011 mit dem dritten Platz auch in der Championats-Wertung (Meister aller Klassen) gelang.
Die Jahre 2016 und 2017 waren die erfolgreichsten für Neubert: Bereits seit 2012 in der Enduro-Europameisterschaft am Start, und in eben jenem Jahr mit dem zweiten Platz die bis dahin beste Platzierung eingefahren, sicherte er sich 2016 den Meistertitel in der Klasse Senior E2 (über 175 cm³ Zweitakt). 2017 errang er den Meistertitel der Klasse E2 in der Deutschen Enduro-Meisterschaft, zudem erreichte er mit dem zweiten Platz seine beste Platzierung in der Championats-Wertung. Zusätzlich ging Neubert 2014, 2015 und 2017 bei ausgewählten Läufen in der Enduro-Weltmeisterschaft an den Start.
Ebenso feierte Neubert mit der Mannschaft Erfolge: 2008 der Deutsche Enduro Mannschafts-Pokal, 2009, 2010, 2015 und 2016 jeweils der zweite Platz sowie 2012 und 2016 der Titel in der Mannschaftswertung der Deutschen Enduro-Meisterschaft. 2013 gewann er als Teil der Mannschaft auch die Team-Wertung und 2015 die „Trophy of Nations “bei der Enduro-EM.
2019 nahm er erstmals bei den prestigeträchtigen Six Days teil. Er war im Aufgebot der Junioren-Nationalmannschaft bei der 84. Internationalen Sechstagefahrt im portugiesischen Figueira da Foz und das Team errang in der Gesamtwertung den siebten Platz. Bei der 87. Internationalen Sechstagefahrt im heimischen Sachsen war er Teil der deutschen Nationalmannschaft im Wettbewerb um die World Trophy, man erreichte den neunten Platz. Ein letztes Mal nahm Neubert 2014 teil und erreichte gleichzeitig mit dem vierten Platz der World-Trophy-Mannschaft sein bestes Resultat bei dieser Veranstaltung.
Von 2009 bis 2012 fuhr Neubert auf KTM, mit der Saison 2013 wechselte er auf Yamaha, 2015 bestritt er seine Rennen auf einer Honda und ab 2016 wieder auf KTM.
Nach der Motorsportsaison 2017 beendete er seine Karriere.